# Список сертификатов продаж музыкальных записей

Общественная музыкальная индустрия обычно награждает звукозаписи сертифицикационными наградами, основанными на количестве продаж или отправлений в розничную торговлю. Эти награды и их требования определяются различными органами сертификации, работающих в музыкальной индустрии в различных странах по всему миру. Стандартные сертификационные награды бывают различных степеней: серебряные, золотые, платиновые и алмазные. За многократное получение платиновых или алмазных сертификационных наград альбому присуждают многократный статус отдельной степени, например «2× платиновый» (дважды платиновый), которые условно называются «мульти-платиновый», «мульти-алмазный» и т. д.
Множество музыкальных работ по всему миру представлено «Международной федерацией производителей фонограмм» (IFPI). IFPI работает в 66 странах и предлагает услуги аффилированных ассоциаций в 45 странах. В некоторых случаях IFPI просто работает с уже действующей в стране компанией по сертификации, но есть, где IFPI выступает в качестве единственной компании по сертификации или обслуживанию в стране. Тем не менее в странах, где IFPI не работает, действуют самостоятельные звукозаписывающие компании, которые в основном обслуживают страну или регион.
Все сертифицирующие организации дают награду за продажу или поставку альбома, но некоторые из них, также сертифицируют синглы, легальное скачивание, видеоклипы, музыку на DVD и рингтоны на мастер-дисках. Кроме этого, некоторые сертифицирующие организации имеют отдельную шкалу для работы на внутреннем или международном уровне.

## Альбомы
Заметка: Лучшие номера представлены для продаж на внутреннем рынке, курсивом в скобках написаны продажи на международном рынке. Другие заметки и исключения смотреть в сносках под каждой таблицей.
| Страна / территория                                   | Сертифицирующая организация | Пороги продаж для награды | Пороги продаж для награды | Пороги продаж для награды | Пороги продаж для награды   | Пороги продаж для награды |
| Страна / территория                                   | Сертифицирующая организация | Серебряная                | Золотая                   | Платиновая                | Бриллиантовая               | По итогам                 |
| ----------------------------------------------------- | --- | ------------------------- | ------------------------- | ------------------------- | --------------------------- | ------------------------- |
| Австралия[I]                                          | Australian Recording Industry Association (ARIA) Заметка: с 1997 года                                                                               | —                         | 35 000                    | 70 000                    | —                           | поставок                  |
| Австрия                                               | International Federation of the Phonographic Industry — Австрия                                                                                     | —                         | 10 000                    | 20 000                    | —                           |                           |
| Аргентина                                             | Argentine Chamber of Phonograms and Videograms Producers (CAPIF) Заметка: с 1 января 2001 года                                                      | —                         | 20 000                    | 40 000                    | 250 000 (не награждается)   |                           |
| Бельгия                                               | Belgian Entertainment Association (BEA) | —                         | 10 000 (15 000)           | 20 000 (30 000)           | —                           | продаж                    |
| Болгария                                              | Bulgarian Association of Music Producers (BAMP) | —                         | 15 000 (10 000)           | 30 000 (20 000)           | —                           |                           |
| Бразилия                                              | Brazilian Association of Discs Producers (ABPD) Заметка: с 1 января 2010 года                                                                       | —                         | 40 000 (20 000)           | 80 000 (40 000)           | 300 000 (160 000)           | продаж                    |
| Великобритания[XII][I]                                | British Phonographic Industry (BPI) | 60 000                    | 100 000                   | 300 000                   | —                           | поставок                  |
| Венгрия[IV]                                           | Association of Hungarian Record Companies (MAHASZ) Заметка: только с 1 января 2010 года                                                             | —                         | 5 000 (3 000)             | 10 000 (6 000)            | —                           |                           |
| Венесуэла                                             | Association of Venezuelan Phonograph Producers (APFV)                                                                                               | —                         | 5 000                     | 10 000                    | —                           |                           |
| Германия[I][III]                                      | The Federal Association of Music Industry (BVMI) | —                         | 100 000                   | 200 000                   | —                           | поставок                  |
| Гонконг                                               | International Federation of the Phonographic Industry — Гонконг Заметка: с 1 января 2008 года                                                       | —                         | 15 000 (7 500)            | 30 000 (15 000)           | —                           | продаж                    |
| Греция                                                | International Federation of the Phonographic Industry — IFPI Greece                                                                                 | —                         | 6 000 (3 000)             | 12 000 (6 000)            | —                           | поставок                  |
| Дания[I]                                              | International Federation of the Phonographic Industry — Denmark Заметка: с 7 января 2011 года                                                       | —                         | 10 000                    | 20 000                    | —                           | поставок                  |
| Египет[II]                                            | International Federation of the Phonographic Industry — Египет                                                                                      | —                         | 50 000 (5 000)            | 100 000 (10 000)          | —                           | продаж                    |
| Индия[V]                                              | Indian Music Industry (IMI) | —                         | 100 000 (7 500)           | 200 000 (15 000)          | —                           | продаж                    |
| Индонезия                                             | Recording Industry Association of Indonesia | —                         | 35 000 (10 000)           | 75 000 (15 000)           | —                           | продаж                    |
| Ирландия                                              | Irish Recorded Music Association (IRMA) | —                         | 7 500                     | 15 000                    | —                           |                           |
| Исландия                                              | International Federation of the Phonographic Industry — Исландия Заметка: с июня 2010 года                                                          | —                         | 5 000                     | 10 000                    | —                           |                           |
| Испания                                               | Producers of Spanish Music (PROMUSICAE) | —                         | 30 000                    | 60 000                    | —                           | поставок                  |
| Италия                                                | Federation of the Italian Music Industry (FIMI) Заметка: с 1 июля 2010 года                                                                         | —                         | 30 000                    | 60 000                    | 300 000                     | поставок                  |
| Канада                                                | Canadian Recording Industry Association (CRIA) | —                         | 40 000                    | 80 000                    | 800 000                     | поставок                  |
| Китай                                                 | State Administration of Radio Film and Television                                                                                                   | —                         | 20 000 (10 000)           | 40 000 (20 000)           | —                           | продаж                    |
| Колумбия                                              | Asociación Colombiana de Productores de Fonogramas (ASINCOL) Заметка: с 1 января 2003 года                                                          | —                         | 10 000 (5 000)            | 20 000 (10 000)           | —                           |                           |
| Латвия                                                | Latvian Music Producers Association (LaMPA) | —                         | 5 000                     | 9 000                     | —                           |                           |
| Ливан[II]                                             | International Federation of the Phonographic Industry — Ливан                                                                                       | —                         | 20 000 (1 000)            | 40 000 (2 000)            | —                           |                           |
| Малайзия[VI]                                          | Recording Industry Association of Malaysia (RIM) Заметка: только с 1 июля 2009 года                                                                 | —                         | 7 500                     | 15 000                    | —                           | продаж                    |
| Мексика[VII]                                          | Mexican Association of Phonograph Producers (AMPROFON) Заметка: только с 1 июля 2009 года                                                           | —                         | 30 000                    | 60 000                    | 300 000                     | поставок                  |
| Нидерланды[VIII]                                      | The Dutch Association of Producers and Importers of Image and Sound Carriers (NVPI)                                                                 | —                         | 25 000                    | 50 000                    | —                           | поставок                  |
| Новая Зеландия                                        | Recording Industry Association of New Zealand (RIANZ)                                                                                               | —                         | 7 500                     | 15 000                    | —                           | поставок                  |
| Норвегия[I]                                           | International Federation of the Phonographic Industry — Норвегия Заметка: только с 2007 года                                                        | —                         | 15 000                    | 30 000                    | —                           | продаж                    |
| Парагвай                                              | International Federation of the Phonographic Industry — Парагвай                                                                                    | —                         | 5 000                     | 10 000                    | —                           |                           |
| Перу                                                  | International Federation of the Phonographic Industry — Перу                                                                                        | —                         | 3 000                     | 6 000                     | —                           |                           |
| Польша[IX]                                            | Polish Producers of Audio and Video (ZPAV) Заметка: только с июля 2005 года                                                                         | —                         | 15 000 (10 000)           | 30 000 (20 000)           | 150 000 (100 000)           | продаж                    |
| Португалия                                            | Phonographic Association of Portugal (AFP) | —                         | 10 000                    | 20 000                    | —                           |                           |
| Республика Корея                                      | Recording Industry Association of Korea | —                         | 5 000                     | 10 000                    | —                           | продаж                    |
| Россия                                                | Национальная федерация производителей фонограмм (НФПФ) Заметка: только с 2010 года [уточнить]. Ликвидирована 12 февраля 2018 года                   | —                         | 25 000 (5 000)            | 50 000 (10 000)           | 100 000 (30 000)            | продаж                    |
| Сингапур                                              | Recording Industry Association Singapore (RIAS) | —                         | 5 000                     | 10 000                    | —                           | продаж                    |
| Словакия                                              | International Federation of the Phonographic Industry — Словакия                                                                                    | —                         | 3 000 (1 000)             | 6 000 (2 000)             | —                           |                           |
| Словения                                              | International Federation of the Phonographic Industry — Словения                                                                                    | —                         | 5 000                     | 10 000                    | —                           |                           |
| ССАГПЗ                                                | International Federation of the Phonographic Industry — ССАГПЗ                                                                                      | —                         | 10 000 (3 000)            | 20 000 (6 000)            | —                           |                           |
| США[I]                                                | Recording Industry Association of America (RIAA) | —                         | 500 000                   | 1 000 000                 | 10 000 000                  | поставок                  |
| Таиланд                                               | Thai Entertainment Content Trade Association (TECA)                                                                                                 | —                         | 10 000 (5 000)            | 20 000 (10 000)           | —                           | продаж                    |
| Тайвань                                               | Recording Industry Foundation in Taiwan (RIT) Заметка: только с 1 января 2009 года                                                                  | —                         | 15 000 (5 000)            | 30 000 (10 000)           | —                           | продаж                    |
| Турция                                                | Turkish Phonographic Industries Society (Mü-YAP) | —                         | 100 000 (5 000)           | 200 000 (10 000)          | 300 000 (20 000)            | продаж                    |
| Украина                                               | International Federation of the Phonographic Industry — Украина                                                                                     | —                         | 50 000 (25 000)           | 100 000 (50 000)          | 500 000 (100 000)           |                           |
| Уругвай                                               | Uruguayan Chamber of Disc (CUD) | —                         | 2 000                     | 4 000                     | —                           |                           |
| Филиппины                                             | Philippine Association of the Record Industry (PARI)                                                                                                | —                         | 10 000 (7 500)            | 20 000 (15 000)           | —                           | продаж                    |
| Финляндия[I]                                          | Musiikkituottajat – IFPI Finland Заметка: только с of 1 января 2010 года                                                                            | —                         | 10 000                    | 20 000                    | —                           | продаж                    |
| Франция                                               | National Syndicate of Phonographic Publishing (SNEP) Заметка: только с 1 июля 2010 года                                                             | —                         | 50 000                    | 100 000                   | 500 000                     | продаж                    |
| Чехия                                                 | International Federation of the Phonographic Industry — Чехия                                                                                       | —                         | 6 000 (3 000)             | 12 000 (6 000)            | —                           |                           |
| Чили                                                  | International Federation of the Phonographic Industry — Чили Заметка: только с сентября 2010 года                                                   | —                         | 5 000                     | 10 000                    | —                           |                           |
| Швейцария                                             | International Federation of the Phonographic Industry — Швейцария Заметка: только с 2006 года за исключением французского и итальянского репертуара | —                         | 15 000                    | 30 000                    | —                           |                           |
| Швеция[X][I]                                          | International Federation of the Phonographic Industry — Швеция Заметка: только с 1 ноября 2006 года                                                 | —                         | 20 000                    | 40 000                    | —                           | поставок                  |
| Эквадор                                               | International Federation of the Phonographic Industry — Эквадор                                                                                     | —                         | 3 000                     | 6 000                     | —                           |                           |
| Япония                                                | Recording Industry Association of Japan (RIAJ) | —                         | 100 000                   | 250 000                   | 1 000 000 (не награждается) | поставок                  |
| Международные или межнациональные агентства           | |                           |                           |                           |                             |                           |
| ССАГПЗ[II]                                            | International Federation of the Phonographic Industry — Государства Персидского Залива                                                              | —                         | 15 000                    | 30 000                    | —                           |                           |
| ЮАР и Лесото[XI]                                      | Recording Industry of South Africa (RISA) | —                         | 20 000                    | 40 000                    | —                           |                           |
|                                                       | | Серебряная                | Золотая                   | Платиновая                | Бриллиантовая               | По итогам                 |
| Пороги продаж для награды                             | |                           |                           |                           |                             |                           |
| «—» означает, что сертификационная награда не даётся. | |                           |                           |                           |                             |                           |

↑  I Австралийские, датские, финские, немецкие, норвежские, шведские, британские и американские числа могут включать в себя интернет продажи альбома.

↑  II В Египетских, Ливанских и государствах Персидского Залива внутренние цифры относятся к продажам на внутренних рынках, на всей территории Арабского мира.

↑  III Для немецких продаж, выпущенных с 1 января 2003 года. Для альбомов, выпущенных до 24 сентября 1999 с порогом в 250 000 для золотого и 500 000 для платинового сертификатов. Для альбомов, выпущенных в период с 25 сентября 1999 года по 31 декабря 2002 пороги 150 000 для золотого и 300 000 для платинового сертификатов. Для джазовых альбомов пороги 10 000 для золотого и 20 000 для платинового сертификатов.

↑  IV Венгерские показатели продаж условно относятся к «поп» альбомам. Отдельная шкала используется для джаза, Spoken word, классической и этнической музыки: продажа более 1 500 и 3 000 для золотых и платиновых наград.

↑  V По индийским предоставленным данным относятся к «хинди фильмам» и «Международным» масштабам. Однако, есть шесть отдельных шкал релизов. Каждый масштаб, представлен здесь золотой и платиновой продажей пороги в скобках: «Хинди фильмы» (100 000; 200 000); «Региональный Фильм» (50 000; 100 000); "Региональный базовый " (25 000, 50 000), "Национальный базовый " (50 000; 100 000); "Классический/Не классический " (15 000; 30 000) и «Международный» (7 500; 15 000). Кроме того, существует предельный срок для альбома в одной из категорий. Получить золото и платину можно только в течение одного календарного года.

↑  VI Малайзийские показатели продаж относятся к альбомам, выпущенным после 1 июля 2009 года. Для альбомов, выпущенных до 1 июля 2009 года, продажи превышают 10 000 и 20 000 для золотых и платиновых наград. Физические альбомы только в сочетании с цифровым продажам, пороги 15 000 для золотого и 30 000 для платинового сертификата, в котором цифровые продажи учитываются, как 1/10 фактических цифровых продаж (10 загрузок = 1 единица).

↑  VII Мексиканские объёмы продаж при условии ссылаются на продажи физического альбома. Отдельная шкала используется для цифровых продаж альбома с помощью интернет скачивания: продажа превышает 5 000 и 10 000 для золотых и платиновых наград. Пороги для производства до 1 июля 2009 отличаются: 40 000; 80 000 и 400 000 для золотых, платиновых и бриллиантовых наград.

↑  VIII Голландский показатели продаж условии, см. в разделе «Популярные» альбомы. Отдельная шкала используется для джаза, классики и альбомов мировой музыки: продажа превышает 10 000 и 20 000 для золотых и платиновых наград.

↑  IX Польские показатели продаж условно относятся к «поп» альбомам. Отдельная шкала используются для джазовых/классических альбомов и саундтреков.

↑  X Шведские показатели продаж условно относятся к «поп» альбомам. Отдельная шкала используется для детской, джазовой, классической и народной музыки альбомов: продажа превышает 10 000 и 20 000 для золотых и платиновых наград.

↑  XI Южноафриканские продажи при условии относятся к альбомам, выпущенных после 1 августа 2006 года. Для альбомов, выпущенных до 1 августа 2006 года, золотая награда даётся для продаж превышающих 25 000, платиновая награда за продажи превышающие 50 000.

↑  XII В Великобритании пороги были установлены в 1979 году для альбомов выше минимальной рекомендованной розничной цены.

## Синглы
| Страна/ Территория                                    | Сертифицирующая организация                                                                       | Пороги продаж для награды | Пороги продаж для награды | Пороги продаж для награды | Пороги продаж для награды | Пороги продаж для награды |
| Страна/ Территория                                    | Сертифицирующая организация                                                                       | Серебряная                | Золотая                   | Платиновая                | Бриллиантовая             | По итогам                 |
| ----------------------------------------------------- | ------------------------------------------------------------------------------------------------- | ------------------------- | ------------------------- | ------------------------- | ------------------------- | ------------------------- |
| Австралия[XIII]                                       | Australian Recording Industry Association (ARIA)                                                  | —                         | 35,000                    | 70,000                    | —                         | поставок                  |
| Австрия                                               | International Federation of the Phonographic Industry — Австрия                                   | —                         | 15,000                    | 30,000                    | —                         |                           |
| Бельгия                                               | Belgian Entertainment Association (BEA)                                                           | —                         | 10,000 (15,000)           | 20,000 (30,000)           | —                         | продаж                    |
| Великобритания[XIII][XVI]                             | British Phonographic Industry (BPI)                                                               | 200,000                   | 400,000                   | 600,000                   | —                         | поставок                  |
| Венгрия                                               | Association of Hungarian Record Companies (MAHASZ) Note: As of 1 January 2010                     | —                         | 1,500                     | 3,000                     | —                         |                           |
| Германия[XIII][XIV]                                   | The Federal Association of Music Industry (BVMI)                                                  | —                         | 150,000                   | 300,000                   | —                         | поставок                  |
| Гонконг                                               | International Federation of the Phonographic Industry — Гонконг                                   | —                         | 15,000 (7,500)            | 30,000 (15,000)           | —                         | продаж                    |
| Греция                                                | International Federation of the Phonographic Industry — IFPI Greece                               | —                         | 3,000                     | 6,000                     | —                         | поставок                  |
| Дания[XI]                                             | International Federation of the Phonographic Industry — Дания Заметка: с 1 апреля 2009 года       | —                         | 15,000                    | 30,000                    | —                         | поставок                  |
| Ирландия[XIII]                                        | Irish Recorded Music Association (IRMA)                                                           | —                         | 7,500                     | 15,000                    | —                         |                           |
| Испания                                               | Producers of Spanish Music (PROMUSICAE)                                                           | —                         | 20,000                    | 40,000                    | —                         | продаж                    |
| Италия[XIII]                                          | Federation of the Italian Music Industry (FIMI) Заметка: с 1 июля 2010 года                       | —                         | 15,000                    | 30,000                    | —                         |                           |
| Канада                                                | Canadian Recording Industry Association (CRIA)                                                    | —                         | 5,000                     | 10,000                    | 100,000                   | поставок                  |
| Малайзия[XV]                                          | Recording Industry Association of Malaysia (RIM) Заметка: только с 1 июля 2009 года               | —                         | 7,500                     | 15,000                    | —                         | продаж                    |
| Нидерланды                                            | The Dutch Association of Producers and Importers of Image and Sound Carriers (NVPI)               | —                         | 10,000                    | 20,000                    | —                         | поставок                  |
| Новая Зеландия[XIII]                                  | Recording Industry Association of New Zealand (RIANZ)                                             | —                         | 7,500                     | 15,000                    | —                         | продаж                    |
| Норвегия[XIII]                                        | International Federation of the Phonographic Industry — Норвегия Заметка: только с 2007 года      | —                         | 5,000                     | 10,000                    | —                         | продаж                    |
| Португалия                                            | Phonographic Association of Portugal (AFP)                                                        | —                         | 10,000                    | 20,000                    | —                         |                           |
| Сингапур                                              | Recording Industry Association Singapore (RIAS)                                                   | —                         | 5,000                     | 10,000                    | —                         | продаж                    |
| США[XVII]                                             | Recording Industry Association of America (RIAA)                                                  | —                         | 500,000                   | 1,000,000                 | —                         | поставок                  |
| Таиланд                                               | Thai Entertainment Content Trade Association (TECA)                                               | —                         | 50,000 (20,000)           | 100,000 (40,000)          | —                         | продаж                    |
| Тайвань                                               | Recording Industry Foundation in Taiwan (RIT) Заметка: только с 1 января 2009 года                | —                         | 5,000                     | 10,000                    | —                         | продаж                    |
| Финляндия[XI]                                         | Musiikkituottajat — IFPI Finland Заметка: только с 1 января 1994 года                             | —                         | 5,000                     | 10,000                    | —                         | продаж                    |
| Франция                                               | National Syndicate of Phonographic Publishing (SNEP) Заметка: только с 1 июля 2010 года           | —                         | 150,000                   | 250,000                   | 400,000                   | продаж                    |
| Чехия                                                 | International Federation of the Phonographic Industry — Чехия                                     | —                         | 1,000                     | 2,000                     | —                         |                           |
| Швейцария                                             | International Federation of the Phonographic Industry — Швейцария                                 | —                         | 15,000                    | 30,000                    | —                         |                           |
| Швеция[XIII]                                          | International Federation of the Phonographic Industry — Швеция Заметка: только с 1 июля 2003 года | —                         | 10,000                    | 20,000                    | —                         |                           |
| Япония                                                | Recording Industry Association of Japan (RIAJ)                                                    | —                         | 100,000                   | 250,000                   | 1,000,000                 | поставок                  |
| Международные или межнациональные агентства           |                                                                                                   |                           |                           |                           |                           |                           |
| ЮАР и Лесото                                          | Recording Industry of South Africa (RISA)                                                         | —                         | 10,000                    | 25,000                    | —                         |                           |
|                                                       |                                                                                                   | Серебряная                | Золотая                   | Платиновая                | Бриллиантовая             | По итогам                 |
| Пороги продаж для награды                             |                                                                                                   |                           |                           |                           |                           |                           |
| «—» означает, что сертификационная награда не даётся. |                                                                                                   |                           |                           |                           |                           |                           |

↑  XIII Австралийские, датские, финские, немецкие, ирландские, итальянские, ново-зеландские, норвежские, швецкие и британские данные могут включать продажи легальной цифровой загрузки.

↑  XIV Для немецких продаж пороги в таблице синглов с 1 января 2003 года. До этого пороги для синглов составляли 250 000 для золота и 500 000 для платины. Для джазовых синглов пороги 10 000 для золота и 20 000 для платины.

↑  XV Малайзийские цифры продаж синглов только в сочетании с интернет продажами, пороги 15 000 для золота и 30 000 для платины, в которых цифровые продажи учитываются, как 1/10 к фактической цифровой продаже (10 загрузок=1 единица).

↑  XVI В Великобритании, чтобы претендовать на платиновый, золотой или серебряный диск для сингла после 1 января 1989 года по текущий пороги серебра (200 000 единиц), золото (400 000 единиц) и платина (600 000 единиц). До этого порога были серебряные (250 000 единиц), золото (500 000 единиц) и платина (1 000 000 единиц).

↑  XVII В США количество продаж, необходимых для получения права на платину и золото было прекращено для синглов после 1 января 1989 года по текущий пороги золота (500 000 единиц) и платины (1 млн единиц). До этого порога были золото (1 000 000 единиц) и платина (2 млн единиц).

### Цифровая загрузка синглов
| Страна/ Территория | Сертифицирующая организация                                                                        | Пороги продаж для награды                             | Пороги продаж для награды | Пороги продаж для награды | Пороги продаж для награды |
| Страна/ Территория | Сертифицирующая организация                                                                        | Золотая                                               | Платиновая                | Бриллиантовая             | По итогам                 |
| ------------------ | -------------------------------------------------------------------------------------------------- | ----------------------------------------------------- | ------------------------- | ------------------------- | ------------------------- |
| Аргентина          | Argentine Chamber of Phonograms and Videograms Producers (CAPIF)                                   | 10,000                                                | 20,000                    | —                         |                           |
| Бразилия           | Brazilian Association of Discs Producers (ABPD)                                                    | 50,000 (30,000)                                       | 100,000 (60,000)          | 500,000 (250,000)         | продаж                    |
| Канада             | Canadian Recording Industry Association (CRIA) Заметка: с октября 2010 года                        | 40,000                                                | 80,000                    | 800,000                   |                           |
| Чили               | International Federation of the Phonographic Industry — Chile Заметка: только с сентября 2010 года | 2,500                                                 | 5,000                     | —                         |                           |
| Япония[XVIII]      | Recording Industry Association of Japan (RIAJ)                                                     | 100,000                                               | 250,000                   | 1,000,000 [XIX]           |                           |
| Малайзия           | Recording Industry Association of Malaysia (RIM) Заметка: только с 1 июля 2009 года                | 75,000                                                | 150,000                   | —                         | продаж                    |
| Мексика            | Mexican Association of Phonograph Producers (AMPROFON) Заметка: только с 1 сентября 2010 года      | 30,000                                                | 60,000                    | 300,000                   |                           |
| Россия             | National Federation of Phonograph Producers (NFPF)                                                 | 50,000                                                | 100,000                   | —                         |                           |
| Испания            | Producers of Spanish Music (PROMUSICAE)                                                            | 20,000                                                | 40,000                    | —                         |                           |
| США                | Recording Industry Association of America (RIAA)                                                   | 500,000                                               | 1,000,000                 | 10,000,000                |                           |
|                    | | «—» означает, что сертификационная награда не даётся. |                           |                           |                           |

↑  XVIII Японские награды основаны на онлайн синглах и мобильных синглах.

↑  XIX Японскому интернет синглу и синглу на диске, проданному более 1 000 000 экземпляров, дают награду «миллион», а не «бриллиантовую».

## Музыкальные видео/DVD
| Страна/ Территория                                    | Сертифицирующая организация                                                                  | Пороги продаж для награды | Пороги продаж для награды | Пороги продаж для награды | Пороги продаж для награды | Пороги продаж для награды |
| Страна/ Территория                                    | Сертифицирующая организация                                                                  | Золотая                   | Платиновая                | Бриллиантовая             | По итогам                 |                           |
| ----------------------------------------------------- | -------------------------------------------------------------------------------------------- | ------------------------- | ------------------------- | ------------------------- | ------------------------- | ------------------------- |
| Австралия                                             | Australian Recording Industry Association (ARIA)                                             | 7,500                     | 15,000                    | —                         | поставок                  |                           |
| Австрия                                               | International Federation of the Phonographic Industry — Австрия                              | 5,000                     | 10,000                    | —                         |                           |                           |
| Аргентина                                             | Argentine Chamber of Phonograms and Videograms Producers (CAPIF)                             | 4,000                     | 8,000                     | —                         |                           |                           |
| Бельгия                                               | Belgian Entertainment Association (BEA)                                                      | 15,000 (25,000)           | 30,000 (50,000)           | 50,000 (100,000)          | продаж                    |                           |
| Бразилия                                              | Brazilian Association of Phonograph Producers (ABDP)                                         | 25,000 (15,000)           | 50,000 (30,000)           | 250,000 (125,000)         | продаж                    |                           |
| Великобритания                                        | British Phonographic Industry (BPI)                                                          | 25,000                    | 50,000                    | —                         | поставок                  |                           |
| Венгрия[XXI]                                          | Association of Hungarian Record Companies (MAHASZ) Заметка: с 1 января 2010 года             | 2,000                     | 4,000                     | —                         |                           |                           |
| Германия                                              | The Federal Association of Music Industry (BVMI)                                             | 25,000                    | 50,000                    | —                         | поставок                  |                           |
| Греция                                                | International Federation of the Phonographic Industry — IFPI Greece                          | 3,000                     | 6,000                     | —                         | поставок                  |                           |
| Дания[XX]                                             | International Federation of the Phonographic Industry — Дания Заметка: с 1 апреля 2009 года  | 7,500                     | 15,000                    | —                         | поставок                  |                           |
| Ирландия                                              | Irish Recorded Music Association (IRMA)                                                      | 2,000                     | 4,000                     | —                         |                           |                           |
| Исландия                                              | International Federation of the Phonographic Industry — Исландия Заметка: с июня 2010 года   | 5,000                     | 10,000                    | —                         |                           |                           |
| Испания                                               | Producers of Spanish Music (PROMUSICAE)                                                      | 10,000                    | 25,000                    | —                         |                           |                           |
| Италия                                                | Federation of the Italian Music Industry (FIMI)                                              | 10,000                    | 20,000                    | —                         |                           |                           |
| Канада                                                | Canadian Recording Industry Association (CRIA)                                               | 5,000                     | 10,000                    | 100,000                   | поставок                  |                           |
| Колумбия                                              | Colombian Association of Phonograph Producers (ASINCOL)                                      | 5,000                     | 10,000                    | —                         |                           |                           |
| Латвия                                                | Latvian Music Producers Association (LaMPA)                                                  | 5,000                     | 8,000                     | —                         |                           |                           |
| Мексика                                               | Mexican Association of Phonograph Producers (AMPROFON)                                       | 10,000                    | 20,000                    | —                         |                           |                           |
| Нидерланды                                            | The Dutch Association of Producers and Importers of Image and Sound Carriers (NVPI)          | 30,000                    | 60,000                    | —                         | поставок                  |                           |
| Новая Зеландия                                        | Recording Industry Association of New Zealand (RIANZ)                                        | 2,500                     | 5,000                     | —                         |                           |                           |
| Норвегия                                              | International Federation of the Phonographic Industry — Норвегия Заметка: только с 2007 года | 5,000                     | 10,000                    | —                         | продаж                    |                           |
| Польша[XXII]                                          | Polish Producers of Audio and Video (ZPAV)                                                   | 5,000                     | 10,000                    | —                         | продаж                    |                           |
| Португалия                                            | Phonographic Association of Portugal (AFP)                                                   | 4,000                     | 8,000                     | —                         |                           |                           |
| Россия [уточнить]                                     | National Federation of Phonograph Producers (NFPF)                                           | 10,000 (3,000)            | 20,000 (6,000)            | —                         |                           |                           |
| Словакия                                              | International Federation of the Phonographic Industry — Словакия                             | 500                       | 1,000                     | —                         |                           |                           |
| США[XXIII]                                            | Recording Industry Association of America (RIAA)                                             | 25,000                    | 50,000                    | —                         | поставок                  |                           |
| Уругвай                                               | Uruguayan Chamber of Disc (CUD)                                                              | 1,000                     | 2,000                     | —                         |                           |                           |
| Финландия                                             | Musiikkituottajat — IFPI Finland Заметка: с 1 января 2010 года                               | 5,000                     | 10,000                    | —                         | продаж                    |                           |
| Франция                                               | National Syndicate of Phonographic Publishing (SNEP) Заметка: только с 1 июля 2010 года      | 7,500                     | 15,000                    | 60,000                    | продаж                    |                           |
| Чехия                                                 | International Federation of the Phonographic Industry — Чехия                                | 1,500                     | 3,000                     | —                         |                           |                           |
| Швейцария                                             | International Federation of the Phonographic Industry — Швейцария                            | 3,000                     | 6,000                     | —                         |                           |                           |
| Швеция                                                | International Federation of the Phonographic Industry — Швеция                               | 10,000                    | 20,000                    | —                         |                           |                           |
| Япония                                                | Recording Industry Association of Japan (RIAJ)                                               | 100,000                   | 250,000                   | 1,000,000                 |                           |                           |
|                                                       |                                                                                              | Золотая                   | Платиновая                | Бриллиантовая             | По итогам                 |                           |
| Пороги продаж для награды                             |                                                                                              |                           |                           |                           |                           |                           |
| «—» означает, что сертификационная награда не даётся. |                                                                                              |                           |                           |                           |                           |                           |

↑  XX Датские DVD продажи относятсятолько к музыкальным/односторонним DVD. Продажа более 15 000 и 30 000 для золотой и платиновой награды (по состоянию на 1 апреля 2009 года).

↑  XXI Венгерские DVD продажи относятся к «поп» DVD-дискам. Отдельная шкала используется для джаза, классики и этнической музыки на DVD. Продажа более 1 000 и 2 000 для золотой и платиновой награды.

↑  XXII Польские показатели продаж относятся к «поп» видеоклипам. Отдельная шкала используется для джаза/классики. Продажа более 2 500, 5 000 и 25 000 для золотой, платиновой и бриллиантовой награды.

↑  XXIII Продажи в США предоставлены к разделу «Видео синглы». отдельная шкала используется для «Long form videos» и «Multi-Box Music Video Sets». Продажа превышает 50 000 и 100 000 для Золотой и Платиновой награды.

## Рингтоны
| Страна/ Территория | Сертифицирующая организация                                                         | Пороги продаж для награды                             | Пороги продаж для награды | Пороги продаж для награды | Пороги продаж для награды | Пороги продаж для награды |
| Страна/ Территория | Сертифицирующая организация                                                         | Золотая                                               | Платиновая                | Бриллиантовая             | По итогам                 |                           |
| ------------------ | ----------------------------------------------------------------------------------- | ----------------------------------------------------- | ------------------------- | ------------------------- | ------------------------- | ------------------------- |
| Бразилия           | Brazilian Association of Discs Producers (ABPD)                                     | 50,000 (30,000)                                       | 100,000 (60,000)          | 500,000 (250,000)         |                           |                           |
| Испания            | Producers of Spanish Music (PROMUSICAE)                                             | 10,000                                                | 20,000                    | —                         |                           |                           |
| Канада             | Canadian Recording Industry Association (CRIA)                                      | 20,000                                                | 40,000                    | 400,000                   |                           |                           |
| Малайзия           | Recording Industry Association of Malaysia (RIM) Заметка: только с 1 июля 2009 года | 75,000                                                | 150,000                   | —                         | продаж                    |                           |
| Россия             | National Federation of Phonograph Producers (NFPF)                                  | 100,000                                               | 200,000                   | —                         |                           |                           |
| США                | Recording Industry Association of America (RIAA)                                    | 500,000                                               | 1,000,000                 | 10,000,000                |                           |                           |
| Япония             | Recording Industry Association of Japan (RIAJ)                                      | —                                                     | 250,000                   | 1,000,000 [XXIV]          |                           |                           |
|                    |                                                                                     | «—» означает, что сертификационная награда не даётся. |                           |                           |                           |                           |

↑  XXIV Японскому рингтону, проданному более 1 000 000 раз, дают награду «миллион», а не «бриллиантовую».